# روتاری
روتاری (انگلیسی: Rothari; ۱ ژانویهٔ ۰۶۰۶ – ۱ ژانویهٔ ۰۶۵۲) از سال۶۳۶ تا ۶۵۲ میلادی پادشاه لمباردها بود. قبلاً او دوک برشا بوده‌است. او جانشین آریولد و یکی از پر انرژی‌ترین پادشاهان لومبارد بود. فردگر نقل می‌کند که در آغاز سلطنت خود بسیاری از اشراف را به قتل رساند و در تلاش برای صلح نظم و انضباط بسیار سختگیربود.

## زندگی
روتاری در سال ۶۴۱ میلادی جنوا را فتح کرد و بقیه لیگوریا رومی شرقی را در ۶۴۳ فتح کرد. او تمام مناطق باقیمانده روم شرقی را در دره پایین پو، را در آن سال فتح کرد. به گفته پل دیو، "روتاری سپس همه شهرهای رومیان که از ساحل دریا از شهر لونا در توسکانی تا مرزهای فرانکها واقع شده بودند. " فتح کرد
او با این فتوحات سریع، امپراطوری روم شرقی را از شمال ایتالیا بیرون کرد. شورشیان راونا به فرماندهی افلاطون، سعی در به دست آوردن برخی از قلمروها داشتند، اما ارتش مهاجم وی توسط روتاری در سواحل اسکاتلنا (پانارو) در نزدیکی مودنا شکست خورد، با از دست دادن ۸۰۰۰ مرد، در ۶۴۵ میلادی دشمن را شکست داد.

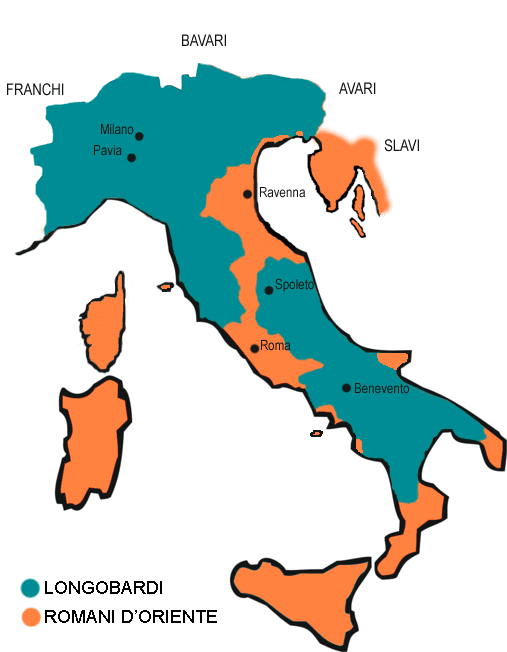
ایتالیا در عصر روتاری.